# Barystraße 3 (München)

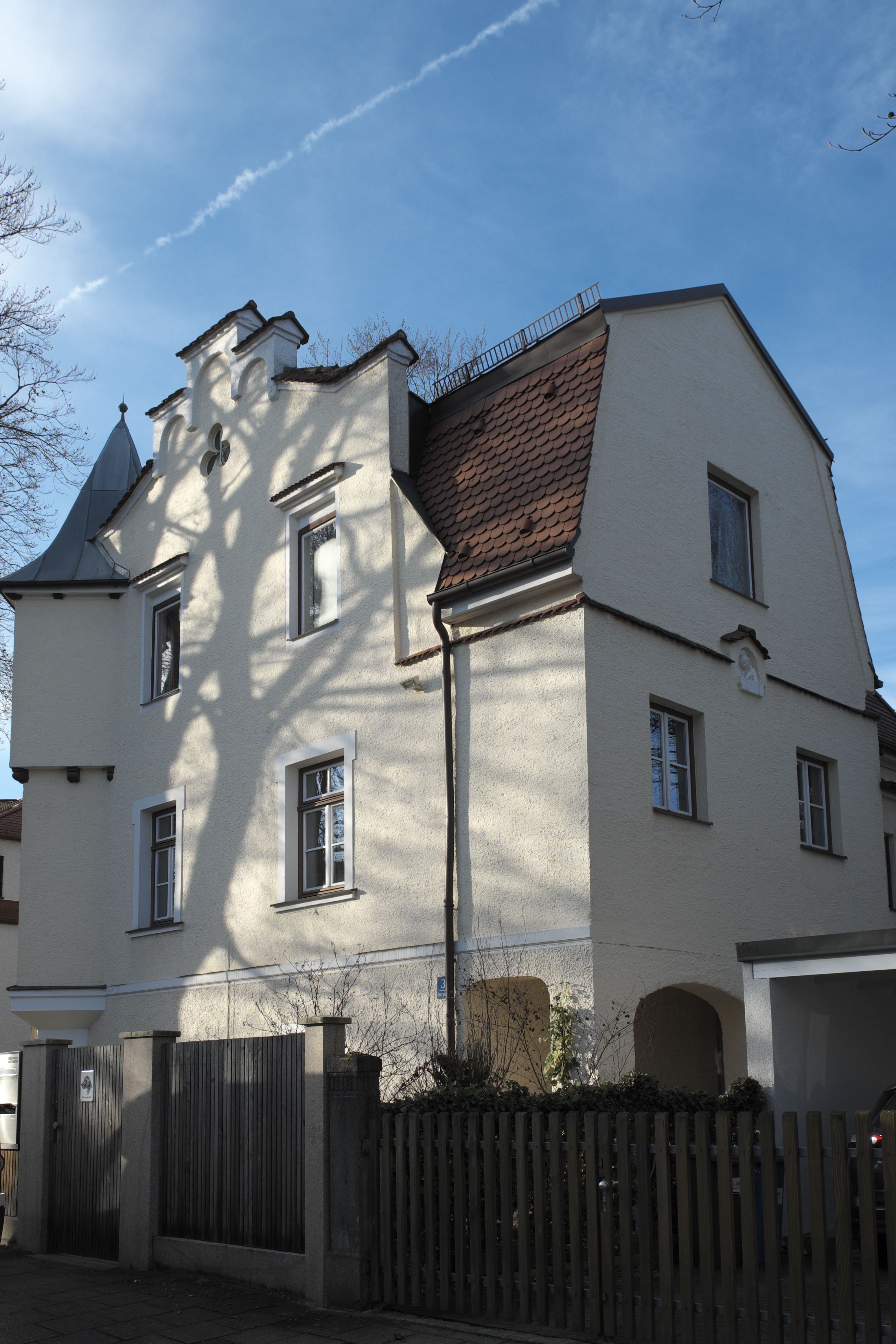
Haus Barystraße 3 im Stadtteil Obermenzing von München

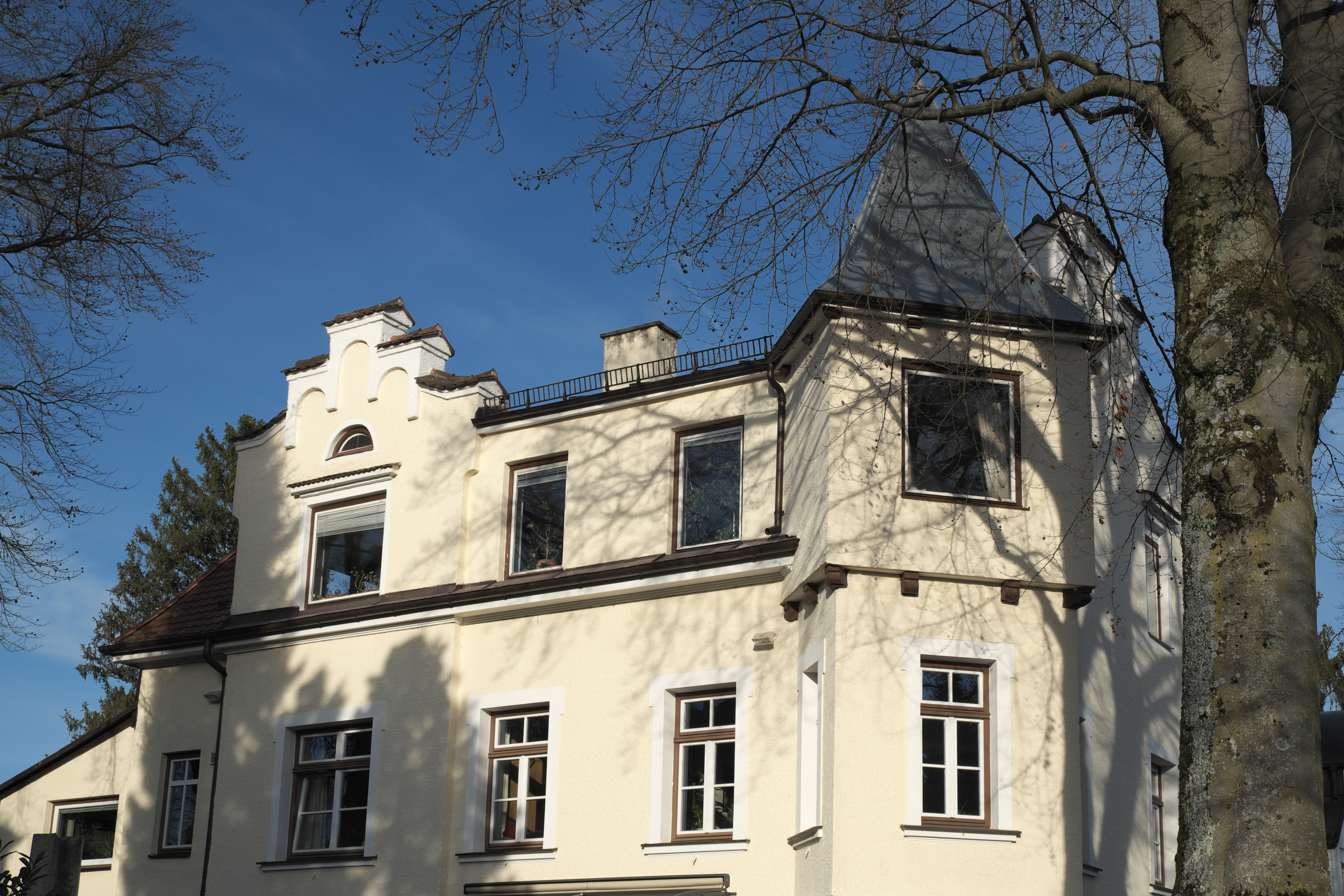
Eckerker

Das Haus Barystraße 3 im Stadtteil Obermenzing der bayerischen Landeshauptstadt München wurde 1902 errichtet. Die Villa an der nach Alfred von Bary benannten Straße ist ein geschütztes Baudenkmal in der Villenkolonie Pasing II.
Das Haus in der Barystraße wurde im Jahr 1902 nach den Plänen des Architekten Johann Schalk errichtet. Das dreigeschossige Gebäude besitzt einen Eckerker über zwei Stockwerke.